# Vaksintsé
Vaksintsé ou Vaksince (en macédonien Ваксинце, en albanais Vaksinca) est un village du nord de la Macédoine du Nord, situé dans la municipalité de Lipkovo. Le village comptait 2479 habitants en 2002. Il est majoritairement albanais.

## Démographie
Lors du recensement de 2002, le village comptait :
- Albanais : 2474
- Autres : 5